# Септицемія
Септицемі́я — форма сепсису, для якої характерна відсутність гнійних метастазів як при септикопіємії та швидкий перебіг. Наразі є історичним поняттям, яке не використовується у сучасному трактуванні поняття «сепсис».
Для септицемії характерні підвищення судинно-тканинної проникності, розвиток фібриноїдних змін стінок судин, алергійних васкулітів, з чим значною мірою пов'язані прояви геморагічного синдрому.
Септицемія може розвиватися як ускладнення будь-якого тяжкого інфекційного захворювання.
Клінічні ознаки:
- висока температура,
- остуда,
- марення,
- задишка з розвитком дихальної недостатності,
- прискорений ритм серцевих скорочень.[2]